# Sójový olej
Sójový olej je olej, který se získává ze semen sóji. Díky šetrnému lisování bez použití tepla si uchová přírodní nutriční látky a přirozenou chuť. Jde o cenný zdroj nenasycených tuků a lecitinu. Dále obsahuje vitamíny skupiny B, vitamín E a vitamín K, draslík, železo, fosfor a aminokyseliny. Sójový olej se hodí k syrové stravě, do salátu nebo na nakládání zeleniny. Typická výrazná chuť se dobře hodí k výrazným pokrmům. Tento olej je vhodný k použití ve studené kuchyni nebo dušení s vodou, ale nevhodný ke smažení.